# Сливналии
А – Б – В – Г – Д –
Е – Ж – З – И – Й —
К – Л – М – Н – О —
П – Р – С – Т – У —
Ф – Х – Ц – Ч – Ш —
Щ – Ю – Я
Това е списък на известни личности, свързани с град Сливен.

## Родени в Сливен

### Родени до 1900

#### А
- Агоп Агопов (1904 – 1983), художник и скулптор
- Алекси Квартирников (1893 – 1977), инженер
- Антон П. Медникаров, български революционер от ВМОРО, четник на Георги Сугарев[1]
- Антон Хаджикримчев, просветен деец
- Аргира Жечкова (1845 – 1941), просветна деятелка
- Асен Траянов (1885 – 1940), изследовател
- Атанас Василев (1883 – ?), деец на ВМОРО, участник в Илинденско-Преображенското въстание в 1903 година с четата на Иван Варналиев[2]
- Атанас Дачев (1883 – 1973), български революционер

#### В
- Васил Гендов (1891 – 1970), актьор и режисьор
- Вичо Киряков, български военен, старши подофицер, революционер, деец на ВМОРО, четник на Ичко Димитров в 1912 г.[3]

#### Г
- Гаврил Зворнички (1837 – ?), български духовник и босненски митрополит[4]
- Георги Икономов (1846 – 1876), революционер
- Георги Миркович (1825 – 1905), революционер
- Георги Папанчев (1870 – 1903), български военен и революционер, лерински войвода на ВМОРО

#### Д
- Димитър Дечев (1883 – 1903), български революционер от ВМОК
- Добри Минков, юрист
- Димитър Добрович (1816 – 1905), художник
- Димитър Михайлов, български революционер, серски войвода от ВМОРО
- Димитър Рохов (1884 – 1976), български учител
- Димитър Симидчиев, български революционер от ВМОРО, четник на Георги Сугарев[5]
- Димитър Сливенски (1818 – 1841), християнски новомъченик
- Проф. д-р Димитър Табаков (1879 – 1973), български учен, математик, професор, дългогодишен ръководител на катедрата по геометрия към Физико-математическия факултет на Софийския университет
- Добри Желязков (1800 – 1865), предприемач
- Добри Чинтулов (1822 – 1886), възрожденски поет, представител на българския литературен романтизъм

#### И
- Иван Иванов (1891 – 1965), инженер, най-дълго управлявал кмет на София, негово дело е Рилския водопровод
- Иван Добровски (1812 – 1896), просветен деец, журналист и общественик
- Иван Селимински (1799 – 1867), възрожденец, общественик, лекар
- Иван Странски (1886 – 1959), почвовед
- Иван Тодоров (1876 – ?), участник в Илинденско-Преображенското въстание в Одринско с четата на Кръстьо Българията[6]
- Иван Ципоранов (1883 – 1903), революционер
- Индже войвода (1755 – 1821), хайдутин

#### Й
- Йордан Николов (1870 – ?), деец на ВМОРО, участник в Илинденско-Преображенското въстание в 1903 година с четата на Димитър Ташев[2]
- Йордан Пехливанов (1877 – 1955), български и руски офицер

#### З
- Захари Василев (1885 – неизв.), български революционер от ВМОРО
- Захари Захариев (1989 - 2024), български писател

#### К
- Константин Константинов (1890 – 1970), писател
- Кръстьо Асенов (1877 – 1903), революционер

#### М
- Минчо Иванов, български революционер от ВМОРО, четник на Никола Груйчин[7]
- Михаил Колони, (1817 – 1893), бивш кмет на Варна
- Михаил Сапунаров (1867 – ?), военен деец, генерал-майор

#### Н
- Начо Начков (1878 – ?), деец на ВМОРО, участник в Илинденско-Преображенското въстание в 1903 година с четата на Христо Арнаудов[2]
- Никола Ботушев (1897 – 1941), активист на БКП, участник във Войнишкото и Септемврийското въстания и в други бойни групи
- Никола Жеков (1865 – 1949), офицер
- Никола Аджаров, македоно-одрински опълченец, 2 рота на 11 сярска дружина, 3 рота на 6 охридска дружина, носител на орден „За храброст“ ІV част[8]

#### П
- Панайот Хитов (1830 – 1918), революционер
- Пенчо Николов, деец на ВМОРО, четник на Мише Развигоров[9] и на Кръсто Лазаров[10]
- Петър Данчов (1857 – 1913), юрист, председател на Върховния касационен съд (1907 – 1913)
- Петър Кирпичев, български революционер от ВМОРО, четник на Георги Сугарев[11]
- Петър Мидилев (1875 – 1939), офицер и политик
- Петър Начев (1869 – 1895), български офицер и революционер от ВМОК
- Петър Пеев Авджиев (1875 – ?), участник в Илинденско-Преображенското въстание в Одринско с четата на Кръстьо Българията[6]
- Петър Тинев (? – 1903), български революционер
- Продан Таракчиев (1885 – 1957), български военен пилот и офицер

#### Р
- Райчо Спиридонов, български революционер

#### С
- Сава Доброплодни (1820 – 1894), български книжовник, театрален деец, общественик и учител
- Силян Николов, български революционер от ВМОРО, четник на Щерьо Юнана[12]
- Симеон Табаков (1880 – 1918), дипломат, автор на тритомника „Опит за история на град Сливен“
- Сирак Скитник (1883 – 1943), псевдоним на Панайот Тодоров Христов, писател експресионист, изкуствовед, пръв председател (1931) на Съюза на дружествата на художниците, пръв главен ръководител (1935) на Българското националното радио (тогава Радио „София“), участник в Балканската война
- Стефан Киров (1887 – 1941), артист и режисьор
- Стефан Нойков (1876 – 1925), офицер
- Стефан Панаретов (1853 – 1931), дипломат
- Стилиян Георгиев, български революционер от ВМОРО, четник на Васил Пачаджиев[13]
- Съби Димитров (1900 – 1941), народен представител, виден комунистически деец и интербригадист
- Стефан Стефанов (1876 – 1946), политик, народен представител, министър на финансите в правителствата на Никола Мушанов, индустриалец
- Стефан Стефанов (1883 – ?), деец на ВМОРО, участник в Илинденско-Преображенското въстание в 1903 година с четата на Георги Тенев[2]
- Стефан Събев (1883 – ?), деец на ВМОРО, участник в Илинденско-Преображенското въстание в 1903 година с четата на Иван Варналиев[2]

#### Т
- Таньо Стоянов (1846 – 1876), революционер
- Тодор Захариев, български революционер от ВМОРО, четник на Георги Сугарев[14]

#### Х
- Хаджи Димитър (1840 – 1868), революционер
- Христо Караволов (1878 – ?), деец на ВМОРО, участник в Илинденско-Преображенското въстание в 1903 година с четата на Георги Тенев[2]
- Хараламби Луков (1868 – ?), военен и революционер
- Христо Самсаров (1842 – ?), възрожденски учител, политик, бивш кмет на Търговище с 3 мандата

#### Ч
- Черней Мерджанов, деец на ВМОРО, четник на Михаил Даев[15]
- Чудомир Кантарджиев (1883 – 1924), български революционер, войвода на Вътрешната македоно-одринска революционна организация

#### Ю
- Юрдан Данчов (1871 – 1956), инженер

### Родени след 1900

#### А
- Атанас Славов (1930 – 2010), писател, журналист и общественик

#### Б
- Боян Боянов (1914 – 1996), стоматолог
- Бони (р. 1973), попфолк певица и актриса

#### В
- Валентина Радинска (р. 1951), поетеса
- Валери Вълков (1967 – 2014), футболист, шампион на България 1992/93 (Левски), печели Купата на България 1990 (Сливен), 1992 (Левски)
- Велиян Парушев (1968 – 2013), футболист
- Виолета Гиндева (1946 – 2019), актриса
- Васил Василев – Зуека (р.1965), актьор
- Васил Боянов, по-известен като Азис (р.1978), попфолк певец и телевизионен водещ
- Венцислав Янков (р. 1971), актьор

#### Г
- Георги Данчев (1922 – 1980), председател на Окръжния народен съвет в Сливен (1965 – 1980)
- Георги Иванов (р. 1985), национален, европейски шампион по тласкане на гюле
- Господин Колев (1923 – 2011), партиен функционер и мемоарист
- Георги Калайджиев (р. 1947), български цигулар и благодетел

#### Д
- Дамян Дамянов (1935 – 1999), поет
- Димитър Щилянов (р. 1976), боксьор
- Диньо Томов (1959 – 2002), алпинист, участва в експедицията „Еверест'84“

#### Ж
- Живко Келепов (р. 1966), футболист

#### К
- Кремена Николова (р.1986), цигуларка
- Красимир Димитров (1961 – 2014), поет
- Красимир Захов (р. 1978), плувец
- Кеворк Кеворкян (р. 1944), журналист, дългогодишен водещ на предаването „Всяка неделя“
- Кондьо (р. 1964), попфолк певец

#### М
- Маргарита Хранова (р. 1951), поп певица
- Методий Григоров (р. 1937), диригент
- Милко Димов (1924 – 2006), колоездач, почетен гражданин на Сливен
- Минчо Минчев (1910 – 1985), политик, председател на Градския народен съвет в Бургас (1948 – 1949)
- Мира Кожухарова (р. 1950), професор по епидемиология

#### Н
- Надя Неделина (1916 – 2012), поетеса
- Норайр Нурикян (р. 1948), български щангист и треньор по вдигане на тежести, олимпийски и световен шампион
- Никола Долапчиев, (1897 – 1964), български юрист, професор по наказателно право
- Николай Домусчиев (1934 – 2019), поет сатирик, учител по БЕЛ, общественик

#### И
- Иван Василев (р. 1967), футболист
- Иван Йончев (кмет на Бургас), бивш кмет на Бургас
- Иван Славов (1928 – 2012), философ

#### Й
- Йордан Господинов (р. 1978), футболист
- Йордан Лечков (р. 1967), футболист и бивш кмет на Сливен
- Йордан Янков (1936 – 2011), поет, преводач, журналист и педагог
- Йордан Малиновски, физикохимик, академик на БАН, председател на БАН (1992 – 1996)

#### П
- Павел Жеков (р. 1950), автомобилен състезател, европейски шампион (1994)
- Пламен Панайотов (р. 1958), политик
- Пламен Петров (р. 1972), футболист
- Панайот Пондалов (1926 – 1984), волейболист
- Пламен Проданов (р. 1966), футболист
- Павел Шуманов (р. 1968), колоездач
- Петър Бочков, автомобилен състезател
- Петър Незнакомов (1920 – 1997), български писател-хуморист

#### Р
- Радой Ралин (1923 – 2004), сатирик и поет
- Рамадан Лолов (1904 – 1967), музикант

#### С
- Светлан Кондев (р. 1976), футболист
- Стефка Спасова (р. 1947), акробатка
- Станка Пенчева (1929 – 2014), поетеса

#### Т
- Тодор Бакалов (1937 – ?), музикант

#### Ю
- Юлия Кръстева (р. 1941), философ

## Починали в Сливен
- Методий Григоров (1937 – 2020), хоров диригент
- Димитър Сливенски (1818 – 1841), християнски новомъченик
- Господин Колев (1923 – 2011), партиен функционер и мемоарист
- Кръстьо Пастухов (1874 – 1949), политик, водач на БРСДП (ш.с.), министър на вътрешните работи и народното здраве в ширококоалиционното правителство на Теодор Теодоров
- Аврам Стоянов (1892 – 1942), политик

## Други личности, свързани със Сливен
- Димитър Полянов – първите си литературни опити прави като ученик в Сливенската мъжка гимназия, а през 1894 г. сливенският вестник „Сиромашки защитник“ отпечатва първия му разказ – „Да не бях сиромах“
- Пенчо Славейков, български поет модернист, прекарал близо година в града след края на Руско-турската освободителна война
- Александър Ангелов, български икономист и програмист
- Атанас Атанасов (р. 1955), актьор, живял в града през 1980 – 1985
- Иван Методиев (1955 – 2006), футболист, работил в града през 1982 – 1985
- Сашо Касиянов (1951 – 2012), музикант, педагог, дългогодишен радиоводещ в Сливен
- Димитър Мишев (1856 – 1932), публицист, учител в града през 1890 – 1894
- Стефан Аврамов (1862 – 1906) – родом от Калофер, педагог, учител по български език и логика в Сливенската мъжка гимназия през 1893 – 1898
- Александър Радолов (1883 – 1945), политик, завършва гимназия през 1905
- Димитър Савов (1887 – 1951), предприемач, завършва гимназия през 1906
- Красин Петков, икономист
- Светослав Стоянов, финансист
- Петя Александрова, поетеса
- Александър Морфов, режисьор
- Васил Атанасов, учител по химия и директор на Сливенската мъжка гимназия през 1881 – 1885
- Христо Топракчиев (1887 – 1912), летец, прекарва детството си в Сливен
- Пламен Проданов (р. 1966), футболист, играе за Сливен през 1982 – 1989